# Мігельтурра
Мігельтурра (ісп. Miguelturra) — муніципалітет в Іспанії, у складі автономної спільноти Кастилія-Ла-Манча, у провінції Сьюдад-Реаль. Населення — 14 312 осіб (2010).
Муніципалітет розташований на відстані близько 160 км на південь від Мадрида, 3 км на південний схід від Сьюдад-Реаля.
На території муніципалітету розташовані такі населені пункти: (дані про населення за 2010 рік)
- Мігельтурра: 14285 осіб
- Перальвільйо: 27 осіб

## Демографія
Динаміка населення (INE ):

## Галерея зображень

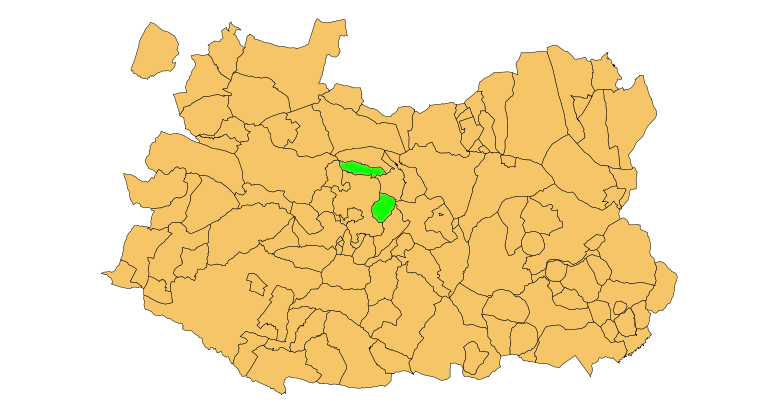
Розташування муніципалітету в провінції